# Histona H1
La histona H1 és un dels 5 tipus principals d'histones relacionats en l'estructura de la cromatina en les cèl·lules eucariotes. Una variant de la histona H1 és la histona H5 que té una estructura i funció similar.
Té un domini globular central i cues terminals C i N que s'impliquen en l'empacatge de l'estructura de solenoide de 30 nm del collar de perles d'histones.
Hi ha la meitat d'unitats de les histones H1 que de les altres. Això és degut al fet que no compon la perla del nucleosoma com sí les altres histones. En lloc d'això se situa al cim de l'estructura, posant al seu lloc l'ADN que està envoltant el nucleosoma. En concret, la proteïna H1 s'ajunta a la regió connectora de l'ADN (d'aproximadament uns 80 nucleòtids de llarg) entre les perles d'histones, ajudant a estabilitzar a la fibra de cromatina en ziga-zaga d'uns 30nm.